# Senna mexicana
Senna mexicana är en ärtväxtart som först beskrevs av Nikolaus Joseph von Jacquin, och fick sitt nu gällande namn av Howard Samuel Irwin och Rupert Charles Barneby. Senna mexicana ingår i släktet sennor, och familjen ärtväxter.

## Underarter
Arten delas in i följande underarter:
- S. m. berteriana
- S. m. chapmanii
- S. m. latifolia
- S. m. mexicana
- S. m. shaferi